# شين دونغ هيوك
شين دونغ هيوك (و. 1982  م) هو صحفي، وكاتب، وناشط حقوق الإنسان من كوريا الشمالية، وكوريا الجنوبية.